# Evi Sachenbacher-Stehle
Evi Sachenbacher-Stehle (Traunstein, 27 novembre 1980) è un'ex fondista ed ex biatleta tedesca.
Nata Evi Sachenbacher, nel 2005 dopo il matrimonio con lo sciatore alpino Johannes Stehle aggiunse al proprio il cognome del marito.

## Biografia

### Carriera nello sci di fondo
Specialista del passo pattinato, debuttò in campo internazionale ad alto livello ai Mondiali juniores di Pontresina nel 1998, senza conseguire risultati di rilievo; in seguito partecipò alle rassegne iridate giovanili di Saalfelden 1999 e di Štrbské Pleso 2000, vincendo in totale tre medaglie.
In Coppa del Mondo esordì il 27 dicembre 1998 nella sprint a tecnica libera di Garmisch-Partenkirchen (14ª) e ottenne la prima vittoria, nonché primo podio il 27 dicembre 2001 nella medesima località e nella medesima disciplina.
In carriera prese parte a tre edizioni dei Giochi olimpici invernali: a Salt Lake City 2002 (12ª nella 15 km, 2ª nello sprint, 18ª nell'inseguimento, 1ª nella staffetta), a Torino 2006 (20ª nella 10 km, 13ª nella 30 km, 5ª nello sprint a squadre, 2ª nella staffetta; non prende il via nell'inseguimento a causa di una sospensione di cinque giorni comminatale dal CIO per via degli anomali livelli di emoglobina riscontrati a una verifica antidoping) e Vancouver 2010 (12ª nella 10 km, 4ª nella 30 km, 11ª nell'inseguimento, 1ª nello sprint a squadre, 2ª nella staffetta), e a sette dei Campionati mondiali, vincendo sei medaglie delle quali una d'oro.

### Carriera nel biathlon
Dal 2012 si dedicò al biathlon; in Coppa del Mondo esordì il 14 dicembre 2012 nella sprint a Pokljuka (59ª) e ottenne la prima vittoria, nonché primo podio, il 10 marzo 2013 a Soči Krasnaja Poljana nella staffetta.
Partecipò ai XXII Giochi olimpici invernali di Soči 2014 classificandosi 11ª nello sprint, 20ª nell'individuale e 27ª nell'inseguimento. Chiuse inoltre al 4º posto sia la partenza in linea sia la staffetta mista, ma questi piazzamenti furono annullati dal Comitato Olimpico Internazionale e la Sachenbacher-Stehle fu squalificata in seguito alla positività alla dimetilamilamina riscontrata in un controllo antidoping. A seguito di ciò la commissione antidoping dell'International Biathlon Union sanzionò ulteriormente l'atleta comminandole una squalifica di due anni dalle competizioni, poi ridotta a sei mesi dopo il ricorso presentato al Tribunale Arbitrale dello Sport; in ogni caso la Sachenbacher-Stehle non prese più parte a nessuna altra gara internazionale dopo le Olimpiadi di Soči.

## Palmarès

### Biathlon

#### Coppa del Mondo
- Miglior piazzamento in classifica generale: 46ª nel 2013 e nel 2014
- 2 podi (entrambi a squadre):
  - 2 vittorie

##### Coppa del Mondo - vittorie
| Data           | Località              | Nazione' | Specialità                                                       |
| -------------- | --------------------- | -------- | ---------------------------------------------------------------- |
| 10 marzo 2013  | Soči Krasnaja Poljana | Russia   | RL (con Andrea Henkel, Miriam Gössner e Laura Dahlmeier)         |
| 8 gennaio 2014 | Ruhpolding            | Germania | RL (con Franziska Preuß, Franziska Hildebrand e Laura Dahlmeier) |

Legenda:

RL = staffetta

### Sci di fondo

#### Olimpiadi
- 5 medaglie:
  - 2 ori (staffetta a Salt Lake City 2002; sprint a squadre a Vancouver 2010)
  - 3 argenti (sprint a Salt Lake City 2002; staffetta a Torino 2006; staffetta a Vancouver 2010)

#### Mondiali
- 6 medaglie:
  - 1 oro (staffetta a Val di Fiemme 2003)
  - 4 argenti (inseguimento a Val di Fiemme 2003; sprint a squadre, staffetta a Sapporo 2007; staffetta a Liberec 2009)
  - 1 bronzo (staffetta[6] a Ramsau am Dachstein 1999)

#### Mondiali juniores
- 3 medaglie:
  - 1 oro (15 km TC a Štrbské Pleso 2000)
  - 2 bronzi (15 km TL a Saalfelden 1999; 5 km TL a Štrbské Pleso 2000)

#### Coppa del Mondo
- Miglior piazzamento in classifica generale: 4ª nel 2003 e nel 2006
- 36 podi (12 individuali, 24 a squadre[7]), oltre a quello conquistato in sede iridata e valido anche ai fini della Coppa del Mondo:
  - 10 vittorie (3 individuali, 7 a squadre)
  - 18 secondi posti (5 individuali, 13 a squadre)
  - 9 terzi posti (5 individuali, 4 a squadre)

##### Coppa del Mondo - vittorie
| Data             | Luogo                  | Paese     | Disciplina                                                 |
| ---------------- | ---------------------- | --------- | ---------------------------------------------------------- |
| 27 dicembre 2001 | Garmisch-Partenkirchen | Germania  | Sprint TL                                                  |
| 23 novembre 2002 | Kiruna                 | Svezia    | 5 km TL                                                    |
| 19 gennaio 2003  | Nové Město na Moravě   | Rep. Ceca | 4x5 km (con Viola Bauer, Manuela Henkel e Claudia Nystad)  |
| 14 febbraio 2003 | Asiago                 | Italia    | Sprint a squadre TL (con Claudia Nystad)                   |
| 23 marzo 2003    | Falun                  | Svezia    | 4x5 km (con Manuela Henkel, Viola Bauer e Claudia Nystad)  |
| 8 marzo 2006     | Falun                  | Svezia    | 10 km PU                                                   |
| 24 marzo 2006    | Sapporo                | Giappone  | Sprint a squadre TL (con Claudia Nystad)                   |
| 17 dicembre 2006 | La Clusaz              | Francia   | 4x5 km (con Stefanie Böhler, Viola Bauer e Claudia Nystad) |
| 25 marzo 2007    | Falun                  | Svezia    | 4x5 km (con Stefanie Böhler, Viola Bauer e Claudia Nystad) |
| 24 gennaio 2010  | Rybinsk                | Russia    | Sprint a squadre TL (con Stefanie Böhler)                  |

Legenda:

PU = inseguimento

TC = tecnica classica

TL = tecnica libera